# Piestrzenica wzniesiona
Piestrzenica wzniesiona (Discina fastigiata (Krombh.) Svrček & J. Moravec) – gatunek grzybów z rodziny krążkownicowatych (Discinaceae).

## Systematyka i nazewnictwo
Pozycja w klasyfikacji według Index Fungorum: Discina, Discinaceae, Pezizales, Pezizomycetidae, Pezizomycetes, Pezizomycotina, Ascomycota, Fungi.
Po raz pierwszy takson ten opisał w 1834 r. Julius Vincenz von Krombholz nadając mu nazwę Helvella fastigiata. Obecną, uznaną przez Index Fungorum nazwę nadali mu w 1972 r. Mirko Svrček i Jiří Moravec przenosząc go do rodzaju Discina.
Synonimy:
- Gyromitra fastigiata (Krombh.) Rehm, Rabenh. 1895
- Helvella fastigiata Krombh. 1834
- Maublancomyces fastigiatus (Krombh.) Herter 1951
- Neogyromitra fastigiata (Krombh.) McKnight 1968
- Physomitra infula var. fastigiata (Krombh.) Boud. 1907[2].

Nazwę polską podaje np. opracowanie Grzyby chronione. Jest niespójna z aktualną nazwą naukową.

## Morfologia
Owocniki
Osiągają wysokość do 20 cm i przypominają pokrojem podstawczaki. Składają się z główki i trzonu, wewnątrz są puste. Główka o kształcie siodłowatym z dwoma lub trzema nieregularnymi fałdami. Powierzchnia o barwie od ochrowobrązowej do ciemnobrązowej. Trzon gruby, zwężający się ku górze, biały. Miąższ o łagodnym smaku, bez wyraźnego zapachu.
Gatunki podobne
Piestrzenica kasztanowata (Gyromitra esculenta) odróżnia się bardziej pofałdowaną główką. Piestrzenica infułowata (Gyromitra infula) i piestrzenica pośrednia (Gyromitra ambigua) mają główkę wywinięta do góry jak infuła.

## Występowanie i siedlisko
Znane jest występowanie piestrzenicy pośredniej w Kanadzie, niektórych krajach Europy i w Rosji. W Polsce do 2020 r. w piśmiennictwie naukowym podano 4 stanowiska. Aktualne stanowiska podaje także internetowy atlas grzybów. W latach 1995–2004 roku i powtórnie od 2014 r. objęta ochroną częściową bez możliwości zastosowania wyłączeń spod ochrony uzasadnionych względami gospodarki rolnej, leśnej lub rybackiej.
Naziemny grzyb saprotroficzny. Występuje na żyznej ziemi w lasach liściastych.